# Lennox Head
Lennox Head est une localité située dans la zone d'administration locale du comté de Ballina, dans la région des Rivières du Nord dans l'État de Nouvelle-Galles du Sud, en Australie.

## Géographie
Lennox Head s'étend sur la côte de l'océan Pacifique et est située au nord-est de la ville de Ballina avec laquelle elle forme une seule agglomération.

## Démographie
La population s'élevait à 6 147 habitants en 2011 et à 6 407 habitants en 2016. L'agglomération de Ballina, comprenant également Ballina Est, Ballina Ouest et Lennox Head, regroupait 24 852 habitants en 2016.